# 云环街道
云环街道是中华人民共和国黑龙江省佳木斯市郊区下辖的一个街道办事处。街道的名字源于1999年在美国轰炸中国驻南联盟大使馆事件中不幸遇难的驻当地记者邵云环。

## 行政区划
云环街道下辖以下村级行政区划单位：
起点社区、云环社区、糖厂社区、佳天社区、亚麻社区、兴家社区。